# Амедео ди Салуццо
Амедео ди Салуццо или Амедео дель Васто (итал. Amedeo di Saluzzo или итал. Amedeo del Vasto; 1361, Салуццо — 28 июня 1419 года Сен-Дона) — епископ Валанса и Ди из рода Дель Васто

## Биография
Амедео был сыном маркграфа Салуццо Федерико II и Беатрис из Женевского дома. По материнской линии он приходился родственником папе Клименту VII. Свою церковную карьеру Амедео начал в 1373 году каноником Кафедрального собора Иоанна Крестителя в Лионе. После стал архидиаконом в этом соборе. В возрасте двадцати двух лет он стал дьяконом в соборе в Байе, а затем аббатом монастыря Савиньи. 4 ноября 1383 году он был избран епископом Валенси и Даи, но не получил епископскую хиротонию. В консистории Климента VII от 23 декабря 1383 года он был назначен кардиналом Санта-Мария-Нуова. С 1384 по 1419 год был архидиаконом Реймской архиепархии. С 1385 по 1403 год — каноник Руанского собора.  В 1403 году он стал Камерленго Священной Коллегии кардиналов в Авиньоне. После избрания  папы Мартина V вернулся под управление Римской курии. В 1408 году он был низложен антипапой Бенедиктом XIII, но восстановлен в сане Александром V. Амедео ди Салуццо умер 28 июня 1419 года, после смерти его тело было похоронено в Лионском соборе, но его могила была осквернена кальвинистами в 1562 году.